# 에마 라두카누
에마 라두카누(영어: Emma Raducanu 래두카누[*] [ˌɹæd.ʊ.ˈkɑːn.u], MBE, 2002년 11월 13일 ~ )는 캐나다 출신 영국의 테니스 선수이다. 영국과 캐나다 국적을 가지고 있다.
2018년에 프로 선수로 전향했고, 2021년 US 오픈 테니스 여자 단식 결승전에서 레일라 페르난데스를 꺾고 최연소로 우승하였다.

## 경기 성적
윔블던 오픈
- Q1 (2018, 2019년)
- 4강 (2021년)

US 오픈
- 우승 (2021년)

## 서훈
- 2022년 5등급 대영 제국 훈장(MBE) 수훈[1]